# پاکیزه
«پاکیزه» (اردو: پاکیزه) فیلمی هندی در سبک رمانتیک است که در سال ۱۹۷۲ منتشر شد. از بازیگران آن می‌توان به مینا کوماری، راج کومار و آشوک کومار اشاره کرد.